# Västlig skäggbulbyl
Västlig skäggbulbyl (Criniger barbatus) är en fågel i familjen bulbyler inom ordningen tättingar.

## Utseende och läte
Västlig skäggbulbyl är en stor, knubbig och relativt färgglad bulbyl. Fjäderdräkten är mestadels olivgrön, med rödaktig stjärt och mestadels grått huvud. Strupfjädrarna är långa och är ofta utpuffade, därav namnet, i större delen av utbredningsområdet djupt gula men ljusare i Nigeria. Arten liknar roststjärtad skäggbulbyl men är större och uppvisar aldrig rent vit strupe. Den är likaledes större än citrongrönbulbylen och även mycket mörkare på bröst och buk. Lätet är ljudligt och distinikt, ett stigande, tudelat "truwa-treeeaa".

## Utbredning och systematik
Västlig skäggbulbyl förekomemr i Västafrika. Den delas in i två underarter med följande utbredning:
- Criniger barbatus barbatus – förekommer från Sierra Leone till Togo
- Criniger barbatus ansorgeanus – förekommer i södra Nigeria (nedre deltat av Nigerfloden)

## Levnadssätt
Västlig skäggbulbyl hittas i regnskog och galleriskog, i undervegetationen och de mellersta skikten. Den ses vanligen i små, ljudliga grupper, ofta som en del av kringvandrande artblandade flockar.

## Status
Arten har ett stort utbredningsområde och beståndet anses vara stabilt. Internationella naturvårdsunionen IUCN listar den därför som livskraftig (LC).

## Namn
Fågelns tidigare artnamn temminckgrönbulbyl hedrade den holländske zoologen Coenraad Jacob Temminck som beskrev arten 1821. Namnet justerades 2022 till ett enklare och mer informativt namn av BirdLife Sveriges taxonomikommitté.